# Senecio aquaticus
Senecio aquaticus là một loài thực vật có hoa trong họ Cúc. Loài này được Hill miêu tả khoa học đầu tiên năm 1761.